# Phlyctaenopora primitiva
Phlyctaenopora primitiva är en svampdjursart som först beskrevs av Arthur Dendy 1922.  Phlyctaenopora primitiva ingår i släktet Phlyctaenopora och familjen Mycalidae.
Artens utbredningsområde är Seychellerna. Inga underarter finns listade i Catalogue of Life.